# Дардан Черкини
Дардан Черкини (алб. Dardan Çerkini; Урошевац, 27. септембар 1991) албански је фудбалер са Косова и Метохије. Игра на позицији одбрамбеног играча, а тренутно наступа за Феризај.

## Каријера
Поново се прикључио Феризају од 31. јануара 2019. године.